# Ökonomisches Prinzip
Das ökonomische Prinzip (auch Wirtschaftlichkeitsprinzip) ist in den Wirtschaftswissenschaften eine wirtschaftliche Ausprägung des Rationalprinzips und bezeichnet die Rationalitätsannahme, dass Wirtschaftssubjekte aufgrund der Knappheit der Güter bei wirtschaftlichen Interaktionen die eingesetzten Mittel mit dem Ergebnis ins Verhältnis setzen und nach ihren subjektiven Präferenzen durch zweckrationales Handeln eine Nutzenmaximierung (Privathaushalte) beziehungsweise Gewinnmaximierung (bei Unternehmen) anstreben. Das ökonomische Prinzip ist eine der Annahmen, auf denen das Modell des Homo oeconomicus basiert.

## Ausprägungen
In den Wirtschaftswissenschaften wird Effizienz als Quotient zwischen Ergebnis und Aufwand definiert:
{\displaystyle {\text{Effizienz}}={\frac {\text{Ergebnis}}{\text{Aufwand}}}}.
Die Forderung des ökonomischen Prinzips nach möglichst hoher Effizienz kann mehrere Formen annehmen:

### Minimalprinzip
Das Minimalprinzip ist die Handlung, mit einem vorgegebenen Ergebnis den Aufwand zu minimieren:
Beispiel
- Ziel: Mit möglichst wenig Benzin (Aufwand) nach Berlin fahren (Ergebnis):
  - Alternative A: 50 Liter Benzinverbrauch
  - Alternative B: 55 Liter Benzinverbrauch
- Ergebnis: Alternative A ist der Alternative B vorzuziehen

Diese Ausprägung wird auch Sparsamkeitsprinzip oder (in der öffentlichen Verwaltung) Haushaltsprinzip genannt.

### Maximalprinzip
Das Maximalprinzip ist die Handlung, mit einem vorgegebenen Aufwand das Ergebnis zu maximieren.
Beispiel
- Ziel: Mit 50 Liter Benzin (Aufwand) eine möglichst große Strecke (Ergebnis) zurücklegen:
  - Alternative A: 500 km Fahrstrecke
  - Alternative B: 550 km Fahrstrecke
- Ergebnis: Alternative B ist der Alternative A vorzuziehen.

Diese Ausprägung wird auch Ergiebigkeitsprinzip genannt.

### Extremumprinzip
Das Extremumprinzip ist die Handlung, mit einem variablen Aufwand und Ergebnis das Verhältnis zwischen Aufwand und Ergebnis zu optimieren.
Beispiel
- Ziel: Ein optimales Verhältnis zwischen zurückgelegter Strecke und dabei verbrauchtem Benzin zu erreichen:
  - Alternative A: 500 km Fahrstrecke mit 50 Liter Benzinverbrauch zurücklegen
  - Alternative B: 600 km Fahrstrecke mit 55 Liter Benzinverbrauch zurücklegen
- Ergebnis: Bei B ist die Fahrstrecke (Ergebnis) im Verhältnis zum Benzinverbrauch (Aufwand) höher.

Das Extremumprinzip ist die allgemeine Form des ökonomischen Prinzips, weil auch beim Minimal- und Maximalprinzip das Verhältnis von Input und Output optimiert werden soll. Minimal- und Maximalprinzip sind hierbei nur die jeweils extremen Ausprägungen. Das Extremumprinzip trägt den heute in der Regel komplexen Optimierungsproblemen der betriebswirtschaftlichen Praxis eher Rechnung als das Minimal- und Maximalprinzip. Da die Variabilität sowohl von Input als auch von Output in der Realität zumindest in gewissen Grenzen gegeben ist, sollte laut Heiner Müller-Merbach das Extremumprinzip bei der Beurteilung der Wirtschaftlichkeit im Vordergrund stehen.
Diese Ausprägung wird auch Optimumprinzip genannt.

## Kritik
Der Philosoph Hans Albert kritisierte mit dem Begriff Modellplatonismus die Art und Weise, wie das sogenannte „ökonomische Prinzip“ in der Regel in den Wirtschaftswissenschaften verwendet werde. So würden im Begriff „Rationalität“ häufig empirische Behauptungen mit Werturteilen zusammengeworfen, was nicht nur zu logischen Ungereimtheiten, sondern auch zur Erschleichung von Rechtfertigungen führe.
Es sei zudem nicht möglich, die Erforderlichkeit von Werturteilen nur auf die vorausgesetzten Zwecke beschränkt zu sehen, alleine schon deswegen, weil die eingesetzten Mittel stets auch negative wie positive Nebenwirkungen auf die außer Betracht gelassenen konkurrierenden Zwecke produzierten. Der Zweck heilige nicht die Mittel.